# Sant Martí
Il distretto di Sant Martì (in catalano; in spagnolo: San Martín) è il decimo distretto di Barcellona. È situato nella zona nord-est della città e confina con il municipio di Sant Adrià de Besòs, e con i distretti di Ciutat Vella, Eixample, Horta-Guinardó e Sant Andreu. Comprende la maggior parte del territorio dell'antico municipio che gli dà il nome: Sant Martí de Provençals.
Fino al 1716, Sant Martí de Provençals fu una parrocchia sotto la giurisdizione di Santa Maria del Mar. Da quella data divenne un municipio indipendente, fino al 1897 quando fu inglobato all'interno di Barcellona.
È il secondo distretto più popolato con 221.029 abitanti (2005), il quarto per estensione (10.8km²) e il sesto per densità,(20.466 hab./km²).
Il distretto si sviluppa lungo il litorale di Barcellona, l'altezza media è di 15m e supera i 20m nell'area più settentrionale. Anticamente scorrevano nella zona fossati e torrenti, (Riera del Notari, torrente de Milans, Torrente del Bogatell, Torrente de la Guineu, Riera de Horta...), che provenivano dalle acque di Collserola, attualmente questi torrenti danno i nomi a vie e piazze della zona.

## Quartieri

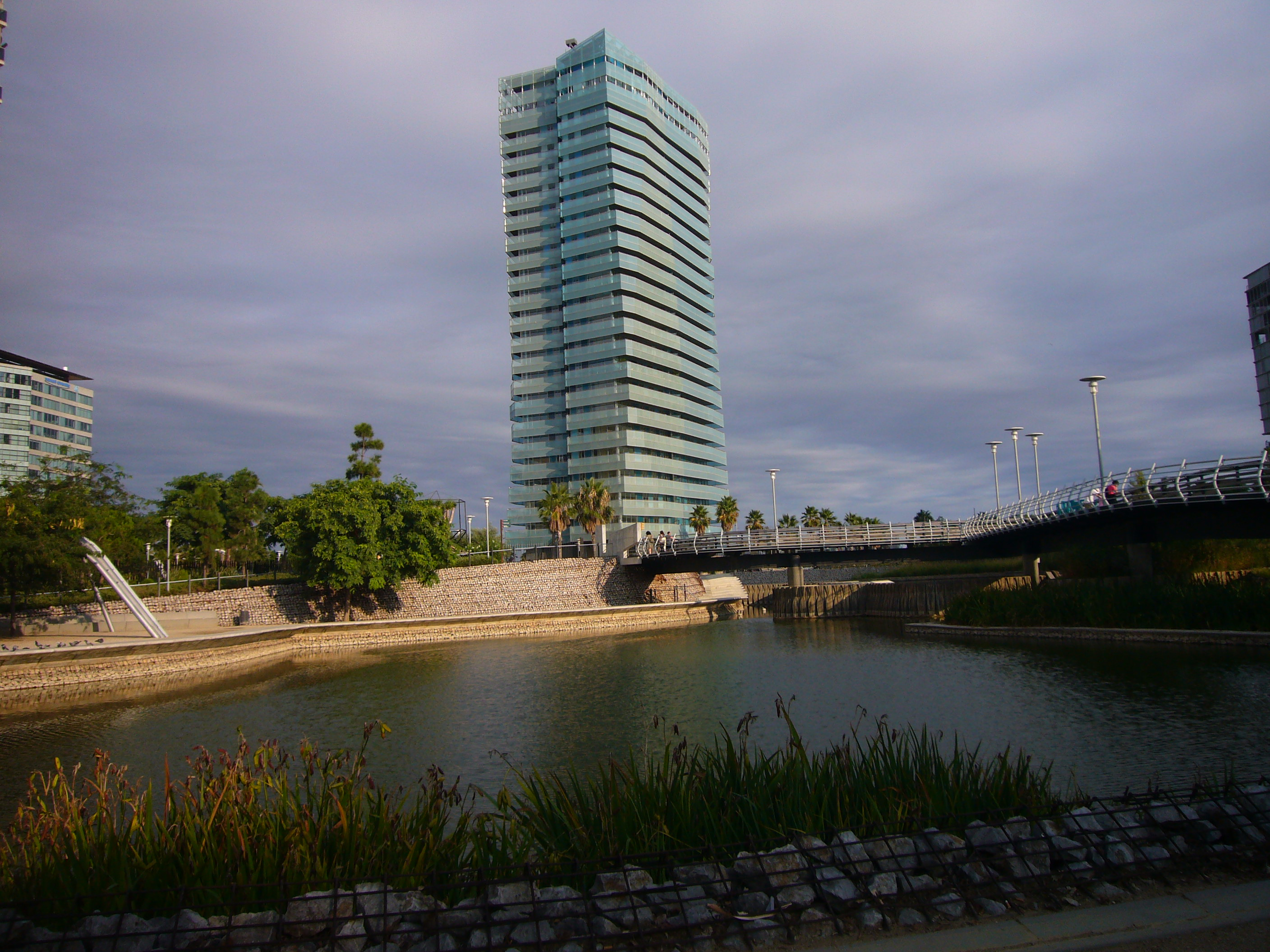
Sud del lago ovest del Parco del Diagonal Mar.

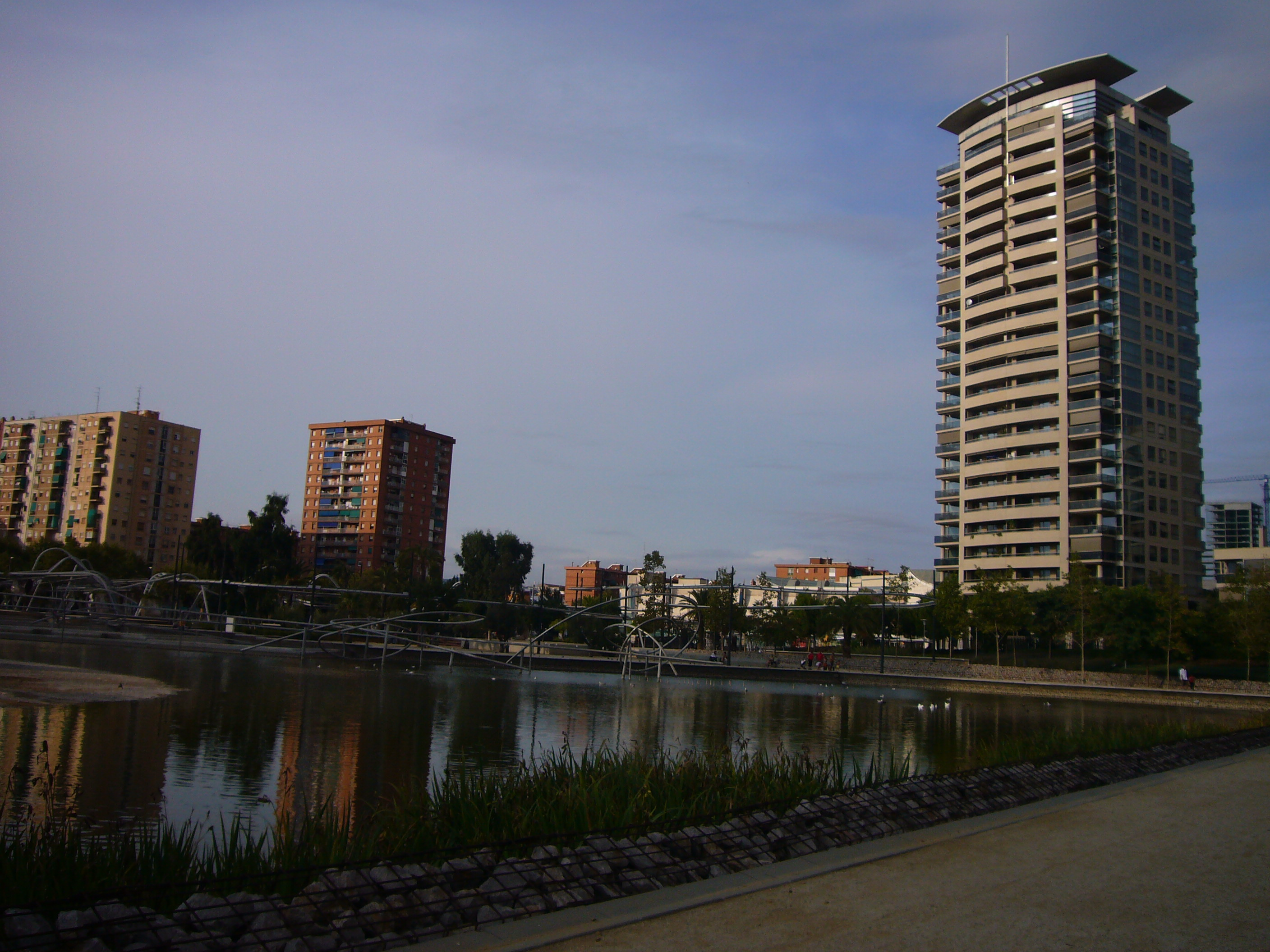
Lago ovest, Parco del Diagonal Mar.

Quartieri del distretto

Prima del 2006 il distretto si divideva in cinque zone a effetto stantistico (zone statistiche) e pratico: La Verneda al nord, il Clot-Camp de l'Arpa a ovest, Fort Pienc o Parc (per la sua vicinanza al Parco della Ciudadela) verso sud, il Poblenou al centro orientato verso il mare e Barrio del Besòs y del Maresme verso est.
La proposta presentata e ufficializzata dal comune di Barcellona nel 2006 ha riorganizzato il distretto in 10 quartieri e 34 zone statistiche.
- El Camp de l'Arpa del Clot
- El Clot
- El Parc i la Llacuna del Poblenou
- Vila Olímpica del Poblenou
- El Poblenou
- Diagonal Mar i el Front Marítim del Poblenou
- El Besòs i el Maresme
- Provençals del Poblenou
- Sant Martí de Provençals
- La Verneda i la Pau

### Distretto 22@ di Barcellona
Nel 2001 il comune di Barcellona ha approvato un nuovo ordinamento urbanistico per trasformare l'antica area industriale di Poblenou. Il nuovo piano regolatore permette la riqualificazione di quest'area a industrie e imprese tecnologiche così da riabilitare la zona. Il distretto occupa tutto il quadrante di sud-est della città, tra la Gran Via e la costa e tra la Vila Olímpica e la Rambla de Prim. 
Nel distretto 22@ si sono stabilite importanti imprese come Aguas de Barcelona e imprese del settore tecnologico come Atos, Indra, Tecnocom, Telefónica e T-Systems, tra le altre e organismi ufficiali come la Comisión del Mercado de las Telecomunicaciones (Commissione del mercato delle telecomunicazioni o CMT). Nonostante il nome, l'idea è circoscritta ad un piano di riabilitazione e non costituisce formalmente un distretto amministrativo di Barcellona.